# Edson Puch
Edson Raúl Puch Cortez (* 9. April 1986 in Iquique) ist ein chilenischer Fußballspieler. Der Offensivspieler spielte außer in seiner Heimat noch in den Vereinigten Arabischen Emiraten, Argentinien, Ecuador und Mexiko. Von 2009 bis 2017 spielte er für die chilenische Fußballnationalmannschaft, mit der er die Copa América Centenario 2016 gewann.

## Karriere

### Verein
Puch spielte zunächst in Chile bei CD Huachipato, Deportes Iquique und CF Universidad de Chile. Nach dem Gewinn der chilenischen Meisterschaft 2011 mit Universidad wechselte er in die Vereinigten Arabischen Emirate zu al-Wasl, wo er von Diego Maradona trainiert wurde. Nach nur sechs Spielen wurde er Ende Januar 2012 an seinen Heimatverein Deportes Iquique verliehen. Anfang Januar 2014 kehrte er zurück in die Emirate, wo er bis Anfang Mai spielte. Danach wechselte er zum argentinischen Erstligisten Club Atlético Huracán, wo er aber nur zu sechs Ligaeinsätzen kam. Im Finale der Supercopa Argentina erzielte er beim 1:0-Sieg gegen River Plate das einzige Tor. Im Januar 2016 wechselte er zum ecuadorianischen Verein LDU Quito und wurde im Juni 2016 an den mexikanischen Erstligisten Club Necaxa ausgeliehen. Am 7. Juni 2017 erhielt er einen Vertrag beim Ligakonkurrenten CF Pachuca. Nach nur neun Spielen wechselte er während der laufenden Saison zum Querétaro FC. 2019 ging es zunächst für ein Jahr auf Leihbasis in seine Heimat zu CD Universidad Católica, später für zwei weitere Jahre als fest verpflichteter Spieler. Zur Saison 2022 wechselte er erneut zu Deportes Iquique, um seine Karriere dort im April 2022 zu beenden.
Nach über einem Jahr kehrte der Stürmer zu Deportes Iquique zurück.

### Nationalmannschaft
Sein Debüt in der chilenischen Nationalmannschaft gab er als Einwechselspieler zur zweiten Halbzeit am 27. Mai 2009 bei der 0:4-Niederlage im Kirin-Cup gegen Japan. Zwei Tage später stand er gegen Belgien in der Startelf, spielte aber nur eine Halbzeit. 2010 kam er nur zu einem weiteren Einsatz und wurde nicht für die WM in Südafrika nominiert. 2011 und 2012 wurde er in je einem Freundschaftsspiel eingesetzt. Die WM in Brasilien fand, ebenso wie die Copa América 2015 in seiner Heimat, ohne ihn statt. Für die Copa war er zwar nominiert, konnte aber aufgrund einer Verletzung nicht teilnehmen. So verpasste er den ersten Titelgewinn der Chilenen. Bei der Copa América Centenario 2016 wurde er in fünf Spielen eingesetzt, wobei ihm beim 7:0 gegen Mexiko seine bisher einzigen beiden Länderspieltore gelangen. Im Finale, das die Chilenen wie ein Jahr zuvor im Elfmeterschießen gegen Argentinien gewannen, wurde er in der 80. Minute eingewechselt, im Elfmeterschießen aber nicht benötigt.
Am 19. Mai nominierte ihn Chiles Trainer Juan Antonio Pizzi für einen vorläufigen Kader mit 17 Spielern, die Chile beim FIFA-Konföderationen-Pokal 2017 vertreten sollten. Am 2. Juni wurde er dann auch für den kompletten Kader berücksichtigt. Beim Turnier kam er im ersten Spiel gegen Kamerun zum Einsatz und wurde in der 58. Minute ausgewechselt. Danach wurde er erst wieder im mit 0:1 gegen Deutschland verlorenen Finale in der 81. Minute eingewechselt, konnte dem Spiel jedoch auch keine Wende mehr geben. Für die WM-Qualifikationsspiele im September, die Chile gegen Paraguay und Bolivien verlor, wurde er nicht nominiert. Im Oktober 2017 wurde er im letzten Qualifikationsspiel gegen Brasilien eingesetzt, das seine Mannschaft mit 0:3 verlor und damit die WM verpasste. Im April 2019 wurde er zu einem Trainingslager für die Copa América 2019 eingeladen. Für die Copa wurde er jedoch nicht nominiert.

## Erfolge
- Chilenischer Meister: 2011-A, 2019, 2020, 2021
- Sieger der Supercopa Argentina 2014 (Siegtorschütze)
- Sieger der Copa América Centenario 2016